# Keratotomia promienista
Keratotomia promienista, keratotomia radialna — operacyjna technika okulistyczna stosowana jest najczęściej w leczeniu krótkowzroczności i astygmatyzmu u osób po ukończeniu 18 roku życia. Technika zabiegu polega na wykonaniu kilku (4–8) promienistych nacięć na obwodowej powierzchni rogówki o długości około 3 do 5 mm i głębokości do 0,1 mm, za pomocą diamentowego lub laserowego keratotomu. W zależności od lokalizacji, głębokości i odległości od siebie nacięć, uzyskuje się różne spłaszczenie centralnej, odpowiedzialnej za refrakcję, części rogówki.

## Historia
Pierwsze zabiegi polegające na celowym nacinaniu gałki ocznej pacjentów mogące leczyć krótkowzroczność, pochodzą z 1953 roku nad którymi pracował japoński naukowiec Sato. Jednak technika ta została dokładnie opracowana i opisana, przez rosyjskiego okulistę i profesora Rosyjskiej Akademii Nauk Światosława Fiodorowa w 1974 roku. Według źródeł encyklopedycznych profesor Instytutu Moskiewskiego, Fiodorow miał pewnego dnia zauważyć iż: młody chłopiec przywieziony kilka dni wcześniej do szpitala po tym jak stłuczone okulary powbijały się w jego rogówkę, odznaczał się znacznie lepszym wzrokiem niż miało to miejsce przed wypadkiem. Profesor Fiodorow zauważył iż było to związane z nacięciami rogówki wywołanymi odłamkami szkła. Przy wsparciu literatury naukowej na ten temat, opracował swoją metodę operacyjną,  wykonywaną przy pomocy diamentowego mikro–skalpela.
Początkowo nowa metoda wzbudzała w kręgach medycznych wiele zastrzeżeń. Najsilniej sceptycyzm objawiał się w Stanach Zjednoczonych, gdzie metodę tę określono "Rosyjską ruletką", gdyż podczas operacji istniała możliwość wykonania zbyt głębokiego cięcia które spowodowało by znaczne pogorszenie wzroku, mimo tego technikę tę stosuje się również współcześnie. Sam wynalazca zapytany o opracowaną przez siebie metodę powiedział:

..do tej pory uszczęśliwiłem około 5000 krótkowidzów.